# 短鳍无斑鱵
短鳍无斑鱵（学名：Hemiramphus archipelagicus）为鱵科鱵属的鱼类。分布于南起澳大利亚、北到南中国海的太平洋西部海域以及海南岛海口等海域等，属于暖水性近海鱼类。该物种的模式产地在暹逻湾、印度尼西亚。
短鳍无斑鱵的肉可供食用。